# Шипово (Башкортостан)
Шипово (баш. Шипов) — деревня в Иглинском районе Башкортостана, входит в состав Акбердинского сельсовета.

## Географическое положение
Деревня находится на берегу реки Белая.

### Географическое положение
Расстояние до:
- районного центра (Иглино): 64 км,
- центра сельсовета (Акбердино): 9 км,
- ближайшей ж/д станции (Иглино): 64 км.

## Население
| 2002 | 2009 | 2010 |
| ---- | ---- | ---- |
| 40   | ↗139 | ↘73  |

### Национальный состав
Согласно переписи 2002 года, преобладающая национальность — русские (37 %).

## Религия
В деревне есть православный храм в честь святителя Спиридона Тримифунтского.

## Археология
Около деревни находится Шиповский археологический комплекс (VI век до н. э. — IV век н. э.). Шиповское городище (IV век до н. э. — III век н. э.) относится к караабызской (кара-абызской) культуре. Шиповский могильник состоит из трёх частей. Три захоронения, датирующиеся VI—V веками до н. э., относятся к ананьинской культуре. 12 погребений относятся к раннемусульманским погребальным памятникам, возможно, чияликской культуры (XIII—XIV века).